# Sminthopsis murina
Sminthopsis murina es una especie de marsupial dasiuromorfo de la familia Dasyuridae endémica de Australia.
Tiene un tamaño corporal medio de 7 a 12 cm, con una cola de 5,5 a 13 cm. Los machos pesan de 25 a 40,8 gramos; y las hembras, de 16,5 a 25,4 cm.

## Hábitat y distribución
Sminthopsis murina es nativo del este y sureste de la costa y del interior de Australia, desde la península del Cabo York hasta el área de Port Lincoln en Australia Meridional. 

## Subespecies
Se reconocen las siguientes subespecies:
- Sminthopsis murina murina
- Sminthopsis murina tatei

## Características
Se halla en altitudes de 60 a 360 metros, y prefiere hábitats con pocas precipitaciones: de 300 a 850 mm anuales. 
Suele vivir en bosques secos de eucaliptos y en matorrales.

## Costumbres y reproducción
En Nueva Gales del Sur, la época de reproducción de Sminthopsis murina comienza entre septiembre y marzo de cada año. La hembra puede vivir lo suficiente para criar una segunda vez, aunque en general los machos mueren después del apareamiento. 
El período de gestación es de 12 días, y suelen nacer de 8 a 10 crías por camada. Es una especie nocturna.

## Alimentación
Se alimenta de manera oportunista de artrópodos, con una preferencia por los lepidópteros y los coleópteros. 